# 巫術
巫術、巫术（英語：witchcraft）是一種基於聯想的原始神秘儀式。

## 概要
巫術是迄今為止人類所知的最早的神秘儀式。原始時代的人類在宗教儀式誕生前所使用的便是巫術。最古老的巫術又被稱作交感巫術，本質上巫術來源於聯想，有著相似律和接觸律兩大基本原則，而這也是後續的宗教儀式及各類神秘誕生的基礎。

## 巫術的歷史

### 巫術的起源
最晚在八萬年前左右的尼安德塔人已經開始安葬死者，並擁有靈魂的意識及信仰前，人類已有巫術儀式
- 法國社會學學者涂爾幹（1858-1917）認為巫術源於人類開始有宗教意識。
- 德國社會學者马克斯·韦伯（1864-1920）認為源於無文字時期的前泛靈信仰。
- 法國人類學者李維史陀（1908～2009）認為巫術是正常思維在盡力理解它所面對的宇宙，卻又無法掌握它時，所產生了病態思維及解釋來充實不足的現實。

## 巫術的分類
- 英國人類學者詹姆斯·弗雷澤（1854-1941）認為巫術只是因果觀念的一種錯誤聯想，其將之命名為「交感巫術（英语：sympathetic magic）」

### 交感巫術
交感巫術分為兩種，一種是遵循同類相生原則由結果逆推得到原因的順勢巫術，另一種則是舉凡曾經接觸過的兩種東西，以後即使分開了，也能夠互相影响，這叫做接觸巫術。

### 順勢巫術
順勢巫術又稱模擬巫術，是基於相似律的巫術。
相似律是指，相似的結果來自相似的原因，相似的原因會造成相似的結果，這樣的巫術規律。
顺势巫术是模擬结果得到原因，模拟原因得到结果，这样操纵因果律的巫术。
像是在古代巫師通過模擬慶祝新生兒誕生的過程來幫助生產就是一種順勢巫術。

### 接觸巫術
接觸巫術是基於接觸律的巫術。
接觸律又稱感染律，是指一度接觸的事物分離後依舊能互相影響的巫術規律。
接觸巫術是用曾發生過接觸的物品去干涉另外的事物的巫術。
因此施術於腳印、衣物，這些腳印、衣物能與人體互相感應，從而影響受害者，這就屬於是接觸巫術。

### 巫師的分類
作為古老巫術儀式的使用者，巫師可大致分為女巫和男巫。